# Victor Lesaché
Victor Lesaché, né le 18 décembre 1860 à Abbeville (Somme) et mort le 27 mai 1938 à Troyes, est un homme politique français.

## Biographie
Fils de Jacques Bernardin Lesaché, directeur des postes aux lettres à Abbeville, et de Clara Lebrun. Licencié en droit de la Faculté de droit de Paris où il devient clerc de notaire pour se préparer au métier d'avoué. Il s'installe à Troyes, en reprenant l'étude de Maître Boyer et devient en 1887, avoué auprès du tribunal de Troyes. Il se marie en 1892 avec Jeanne Juliette Leroy, fille de Arthur Leroy.
De 1901 à 1908, il est administrateur des Papeteries de Champagne. En 1897, il cofonde avec Georges-Marie d'Avigneau, la Société anonyme des Forges Tréfileries et Pointeries de Creil ; il en sera président de 1903 à 1927.
Il a été membre résidant de la Société académique d'agriculture, des sciences, arts et belles-lettres du département de l'Aube. Il est président du conseil de la Tribune de l'Aube.
En juin 1933, il perd son fils dans un accident d'automobile au passage à niveau de Bréviandes. Il est le grand-père de l'actrice Bernadette Le Saché.

## Parcours politique
- 1919 à 1928 : député de l'Aube
- 1922 à 1938 : conseiller général du canton de Soulaines-Dhuys
- 1930 à 1938 : sénateur de l'Aube

## Sources
- « Victor Lesaché », dans le Dictionnaire des parlementaires français (1889-1940), sous la direction de Jean Jolly, PUF, 1960 [détail de l’édition]
- Henry Babeau, « Décès de M. Victor Lesaché », Mémoires de la Société d'agriculture, sciences et arts du département de l'Aube, 1938
- « Victor Lesaché (1860-1938) : un notable méconnu », par Thierry Dublange, Les cahiers de l'AMOI, no 13 (juin 2008)